# Old Lyme
Pour les articles homonymes, voir Lyme.
Old Lyme est une municipalité américaine située dans le comté de New London, dans l'État du Connecticut. Lors du recensement de 2010, elle compte 7 603 habitants.

## Situation géographique

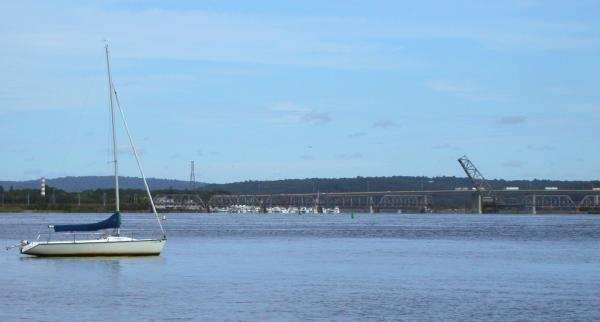
Vue du Connecticut à Old Lyme près de son embouchure à Long Island Sound.

Old Lyme est située à côté de Lyme. Un pont ferroviaire d'Amtrak la relie à Old Saybrook.
La municipalité s'étend sur 28,82 milles carrés (74,64 km2), dont 23,02 milles carrés (59,62 km2) de terres et 5,8 milles carrés (15,02 km2) d'étendues d'eau.

## Histoire
D'abord appelée South Lyme, la ville devient une municipalité en 1857, en se séparant de Lyme. Le « south » (sud) se transforme en « old » (vieux), sur le modèle d'Old Saybrook.
La ville fut frappée par le grand ouragan de 1938. Le vent, atteignant jusqu'à 260 km/h, coucha au sol ou souffla des pavillons d'Old Lyme.
L’érythème chronique migrant (EM) de Lipschutz ou la méningo-radiculite des Français Garin et Bujadoux étaient « oubliés » depuis le début du siècle, quand deux mères de famille de Old Lyme inquiétées par une série de 39 cas d’arthrites inflammatoires juvéniles alertèrent les autorités sanitaires américaines en 1975. La fréquence des arthrites atteignait alors 425 cas pour 100 000 habitants, contre 10 dans le reste du pays. Une enquête épidémiologique fut déclenchée. Les borrélioses existent sans doute depuis longtemps mais la maladie de Lyme en tant que telle, tire son nom de la ville de Lyme.

## Démographie
| 1860  | 1870  | 1880  | 1890  | 1900  | 1910  |
| ----- | ----- | ----- | ----- | ----- | ----- |
| 1 304 | 1 362 | 1 387 | 1 319 | 1 180 | 1 181 |

| 1920 | 1930  | 1940  | 1950  | 1960  | 1970  |
| ---- | ----- | ----- | ----- | ----- | ----- |
| 946  | 1 313 | 1 702 | 2 141 | 3 068 | 4 964 |

| 1980  | 1990  | 2000  | 2010  | - | - |
| ----- | ----- | ----- | ----- | - | - |
| 6 159 | 6 535 | 7 406 | 7 603 | - | - |

## Culture

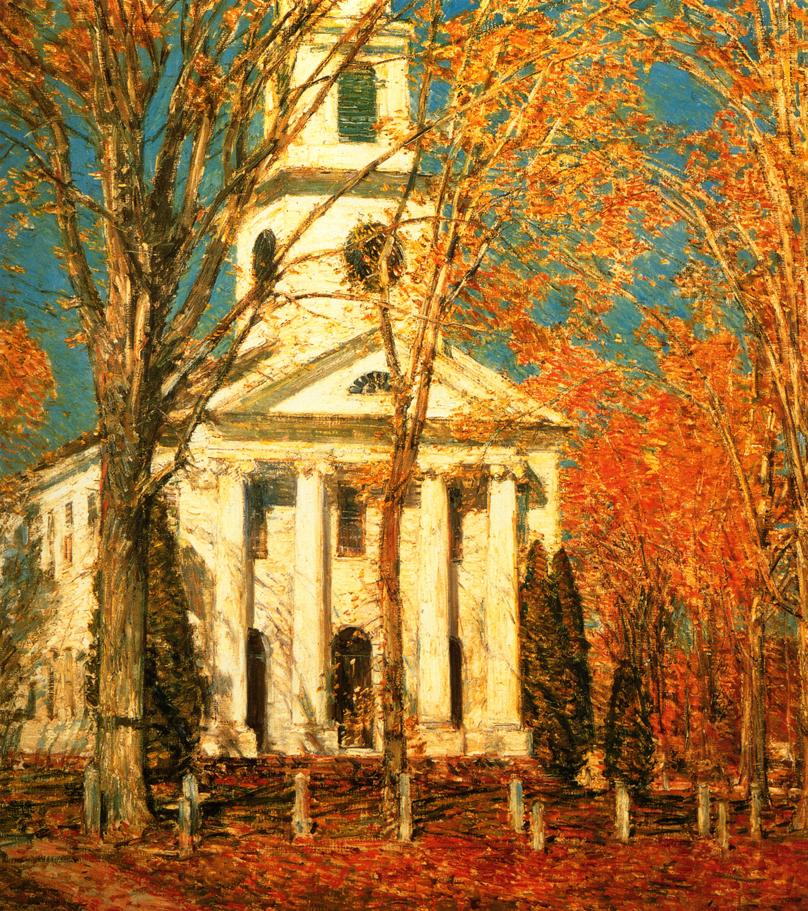
Childe Hassam, Church at Old Lyme, 1905, Galerie d'art Albright-Knox

En 1899, le peintre Henry Ward Ranger séjourne dans la ville et fonde l'année suivante au sein de la pension de miss Florence Griswold (en) la colonie artistique d'Old Lyme, en compagnie des peintres Lewis Cohen, Henry Rankin Poore, Louis Paul Dessar et William Henry Howe. Plusieurs peintres tonalistes ou impressionnistes, comme Willard Metcalf, Childe Hassam, Wilson Irvine, Clark Voorhees, Edward Francis Rook, Edward Charles Volkert, Allen Butler Talcott ou Carleton Wiggins y séjourneront jusqu'aux années 1930.
Durant cette période, plusieurs monuments de la ville sont immortalisés par les peintres, en particulier la Old Lyme Congregational Church représentée dans plusieurs tableaux de Childe Hassam, ou la pension de Miss Griswold, rendu notamment célèbre à travers le tableau May Night (en) de Willard Metcalf.
En 1917, la Lyme Art Association (en) voit le jour afin de financer la construction d'une galerie d'art qui sort de terre en 1921 et ou est désormais organisé une exposition annuelle d'art. Après le décès de Florence Griswold en 1937, la maison de pension devient le Florence Griswold Museum, qui dispose d'une importante collection de tableaux de peintres impressionnistes américains.

## Économie
Elle abrite une implantantion aux États-Unis de Sennheiser.

## Personnalités
C'est dans cette ville que moururent le peintre Roger Tory Peterson, l'urbaniste Raymond Unwin, la philosophe Susanne Langer et l'écrivain George Harmon Coxe. Y est né l'acteur Graham Beckel.